# Avenue du Bois de la Cambre
Pour les articles homonymes, voir La Cambre.
Ne doit pas être confondu avec Boulevard de la Cambre.
L’avenue du Bois de la Cambre (en néerlandais : Terkamerenboslaan) est une avenue qui relie l'avenue de Visé (à Watermael-Boitsfort) à la place Marie-José sur les communes d'Ixelles et Watermael-Boitsfort.

## Section élargie de l'avenue du Bois de la Cambre: lesquare du Vieux Tilleul

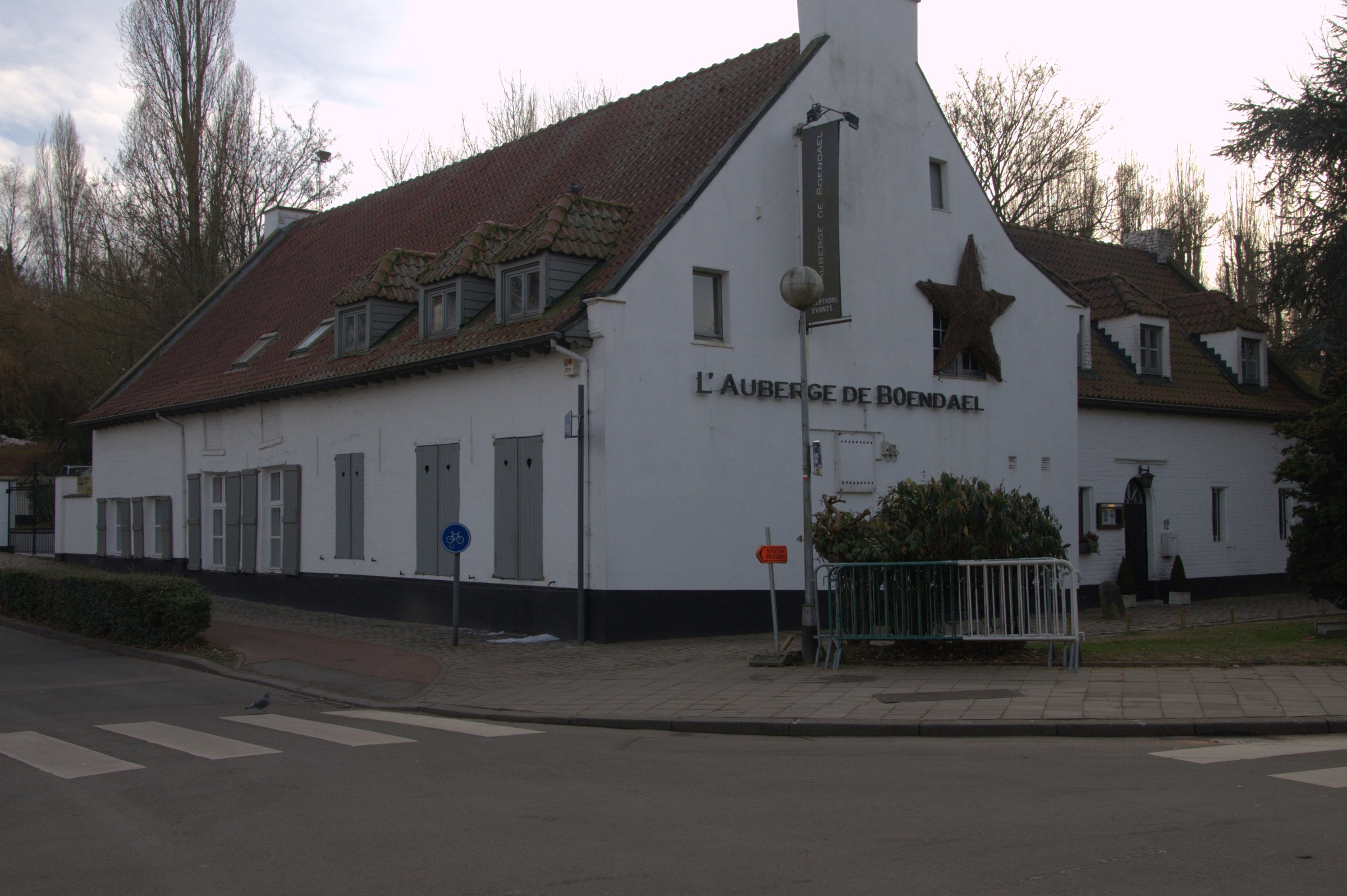
Ancienne Laiterie du Vieux Tilleul et Auberge de Boondael Square du Vieux Tilleul[3].
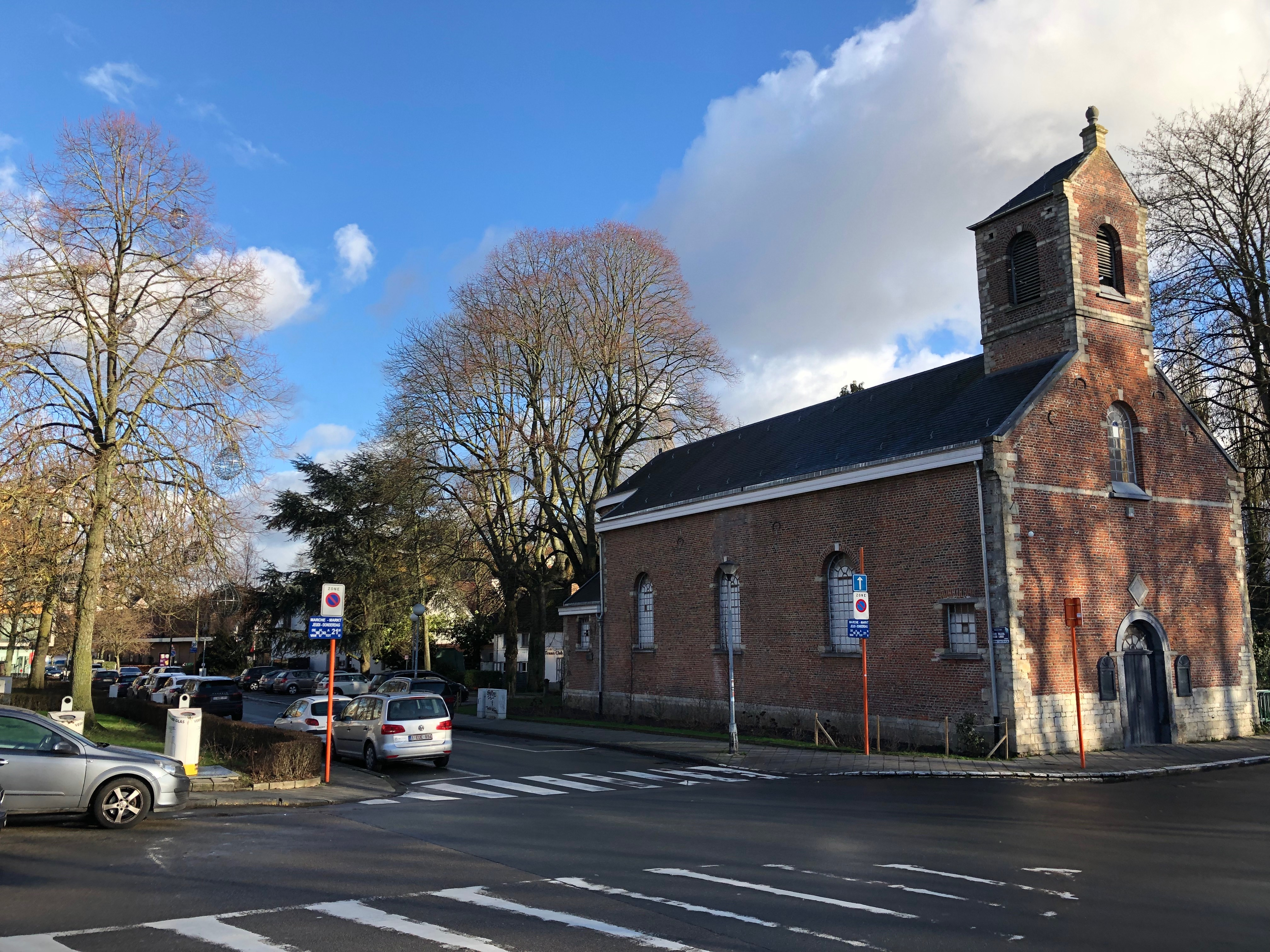
Square du Vieux Tilleul, section élargie de l'avenue du Bois de la Cambre, et la chapelle de Boondael.